# Carphophis
Genre
Carphophis est un genre de serpents de la famille des Dipsadidae.

## Répartition
Les espèces de ce genre sont endémiques des États-Unis.

## Liste des espèces
Selon The Reptile Database (28 août 2013) :
- Carphophis amoenus (Say, 1825)
- Carphophis vermis (Kennicott, 1859)

## Publication originale
- Gervais, 1843 : Dictionnaire Universel d'Histoire Naturelle. vol. 3 (texte intégral).